# Copa Uncaf 1997
La cuarta edición de la Copa de Naciones de la UNCAF se llevó a cabo en Guatemala del 16 al 27 de abril de 1997. La selección de Costa Rica, dirigida técnicamente por Horacio Cordero, recuperó el cetro del fútbol centroamericano al finalizar invicta el torneo. El hondureño Wilmer Velásquez fue el goleador del certamen con 6 anotaciones. Costa Rica, Guatemala y El Salvador clasificaron a la Copa de Oro de la Concacaf 1998, mientras que Honduras recibiría posteriormente una invitación por parte de la Concacaf para participar en dicho torneo.

## Eliminatoria previa
| 23 de marzo de 1997 | Panamá    | 1:1 | Belice       | Estadio Rommel Fernández, Ciudad de Panamá |  |
|                     | Ávila 27' |     | McCaulay 76' |                                            |  |

| 30 de marzo de 1997                    | Belice | 0:1 | Panamá      | Norman Broaster Stadium, San Ignacio Cayo |  |
|                                        |        |     | Guevara 13' |                                           |  |
| Panamá gana 2:1 en el marcador global. |        |     |             |                                           |  |

## Primera Fase

### Grupo A
| Pos. | Equipo        | Pts. | PJ | G | E | P | GF | GC | Dif. | Clasificación |
| ---- | ------------- | ---- | -- | - | - | - | -- | -- | ---- | ------------- |
| 1    | Guatemala (H) | 4    | 2  | 1 | 1 | 0 | 7  | 2  | +5   | Fase Final    |
| 2    | Costa Rica    | 4    | 2  | 1 | 1 | 0 | 6  | 2  | +4   | Fase Final    |
| 3    | Nicaragua (E) | 0    | 2  | 0 | 0 | 2 | 2  | 11 | −9   |               |

 Fuente: http://rsssf.com/tablesg/gold-cam97.html
| 16 de abril de 1997 | Guatemala | 1:1 | Costa Rica | Estadio Mateo Flores, Ciudad de Guatemala |                                 |
|                     | Plata 7'  |     | Oviedo 43' | Asistencia: 16.000 espectadores           | Asistencia: 16.000 espectadores |

| 18 de abril de 1997 | Costa Rica                                    | 5:1 | Nicaragua  | Estadio Mateo Flores, Ciudad de Guatemala |                                       |
|                     | Arnáez 13' · Ramírez 18' 42' 48' · Oviedo 39' |     | Taylor 55' | Árbitro(s): Nery Alfaro (El Salvador)     | Árbitro(s): Nery Alfaro (El Salvador) |

| 20 de abril de 1997 | Guatemala                                                                | 6:1 | Nicaragua    | Estadio Mateo Flores, Ciudad de Guatemala                           |                                                                     |
|                     | Machón 2' · Plata 5' 40' (pen.) · Westphal 13' · Funes 63' · Samayoa 75' |     | Bermúdez 31' | Asistencia: 18.500 espectadores Árbitro(s): Nelson Calix (Honduras) | Asistencia: 18.500 espectadores Árbitro(s): Nelson Calix (Honduras) |

### Grupo B
| Pos. | Equipo      | Pts. | PJ | G | E | P | GF | GC | Dif. | Clasificación |
| ---- | ----------- | ---- | -- | - | - | - | -- | -- | ---- | ------------- |
| 1    | Honduras    | 6    | 2  | 2 | 0 | 0 | 8  | 0  | +8   | Fase Final    |
| 2    | El Salvador | 3    | 2  | 1 | 0 | 1 | 2  | 3  | −1   | Fase Final    |
| 3    | Panamá (E)  | 0    | 2  | 0 | 0 | 2 | 0  | 7  | −7   |               |

 Fuente: http://rsssf.com/tablesg/gold-cam97.html
| 16 de abril de 1997 | Honduras                                      | 5:0 | Panamá | Estadio Mateo Flores, Ciudad de Guatemala                                 |                                                                           |
|                     | Velásquez 1' 11' 16' 45' (pen.) · Guevara 73' |     |        | Asistencia: 16.000 espectadores Árbitro(s): Carlos Mendizábal (Guatemala) | Asistencia: 16.000 espectadores Árbitro(s): Carlos Mendizábal (Guatemala) |

| 18 de abril de 1997 | Honduras | 3:0 | El Salvador | Estadio Mateo Flores, Ciudad de Guatemala |  |
|                     |          |     |             | Árbitro(s): Peter Prendergast (Jamaica)   |  |

| 20 de abril de 1997 | El Salvador             | 2:0 | Panamá | Estadio Mateo Flores, Ciudad de Guatemala                               |                                                                         |
|                     | Montes 63' · Guerra 77' |     |        | Asistencia: 15.000 espectadores Árbitro(s): Greivin Porras (Costa Rica) | Asistencia: 15.000 espectadores Árbitro(s): Greivin Porras (Costa Rica) |

## Segunda Fase
| Pos. | Equipo         | Pts. | PJ | G | E | P | GF | GC | Dif. | Status     |
| ---- | -------------- | ---- | -- | - | - | - | -- | -- | ---- | ---------- |
| 1    | Costa Rica (C) | 7    | 3  | 2 | 1 | 0 | 6  | 1  | +5   | Campeón    |
| 2    | Guatemala (H)  | 7    | 3  | 2 | 1 | 0 | 3  | 1  | +2   | Subcampeón |
| 3    | El Salvador    | 1    | 3  | 0 | 1 | 2 | 0  | 2  | −2   | 3º Lugar   |
| 4    | Honduras       | 1    | 3  | 0 | 1 | 2 | 0  | 5  | −5   |            |

 Fuente: http://rsssf.com/tablesg/gold-cam97.html
| 23 de abril de 1997 | Honduras | 0:4 | Costa Rica                    | Estadio Mateo Flores, Ciudad de Guatemala                             |                                                                       |
|                     |          |     | Fonseca 5' 8' 71' · López 44' | Asistencia: 15.000 espectadores Árbitro(s): Nery Alfaro (El Salvador) | Asistencia: 15.000 espectadores Árbitro(s): Nery Alfaro (El Salvador) |

| 23 de abril de 1997 | Guatemala | 1:0 | El Salvador | Estadio Mateo Flores, Ciudad de Guatemala                              |                                                                        |
|                     | Funes 55' |     |             | Asistencia: 15.000 espectadores Árbitro(s): Armando Archundia (México) | Asistencia: 15.000 espectadores Árbitro(s): Armando Archundia (México) |

| 25 de abril de 1997 | Guatemala | 1:0 | Honduras | Estadio Mateo Flores, Ciudad de Guatemala                               |                                                                         |
|                     | Plata 50' |     |          | Asistencia: 26.000 espectadores Árbitro(s): Peter Prendergast (Jamaica) | Asistencia: 26.000 espectadores Árbitro(s): Peter Prendergast (Jamaica) |

| 25 de abril de 1996 | Costa Rica | 1:0 | El Salvador | Estadio Mateo Flores, Ciudad de Guatemala                              |                                                                        |
|                     | Arnáez 72' |     |             | Asistencia: 17.000 espectadores Árbitro(s): Armando Archundia (México) | Asistencia: 17.000 espectadores Árbitro(s): Armando Archundia (México) |

| 27 de abril de 1997 | Honduras | 0:0 | El Salvador | Estadio Mateo Flores, Ciudad de Guatemala                               |  |
|                     |          |     |             | Asistencia: 29.900 espectadores Árbitro(s): Greivin Porras (Costa Rica) |  |

| 27 de abril de 1997 | Guatemala | 1:1 | Costa Rica | Estadio Mateo Flores, Ciudad de Guatemala                               |                                                                         |
|                     | Funes 87' |     | Fonseca 2' | Asistencia: 29.900 espectadores Árbitro(s): Peter Prendergast (Jamaica) | Asistencia: 29.900 espectadores Árbitro(s): Peter Prendergast (Jamaica) |

## Campeón
| Campeón Costa Rica |
| Segundo título     |

## Clasificados a la Copa de Oro
Clasificaron para la Copa de Oro de la Concacaf 1998:
- Costa Rica
- Guatemala
- El Salvador
- Honduras